# OTI 2000
Il ventottesimo Festival della canzone iberoamericana si tenne ad Acapulco, in Messico il 19 e 20 maggio 2000 e fu vinto da Hermanas Chirino che rappresentavano gli Stati Uniti d'America.

## Classifica
| Paese                                             | Artista                             | Canzone                | Posizione |
| Stati Uniti                                       | Hermanas Chirino                    | Hierba mala            | 1         |
| Porto Rico                                        | José Vega                           | José Vega              | 2         |
| Messico                                           | Natalia Sosa                        | Mi vida                | 3         |
| Cuba                                              | Indira Hernández                    | Una vida nueva         | F         |
| Portogallo                                        | Lena D'Agua                         | Mar Portugal           | F         |
| Spagna                                            | Sylvia Pantoja                      | Volver al sur          | F         |
| Costa Rica                                        | Hernán Corao y Luis Fernando Piedra | Como la marea          | F         |
| Argentina                                         | Guillermo Guido                     | Amar es tan simple     | F         |
| Rep. Dominicana                                   | Rando Camasta                       | ¿Qué nos pasa?         | F         |
| Perù                                              | Anna Carina                         | Un planeta, un corazón | F         |
| Venezuela                                         | Mary Olga Rodríguez                 | Yo cantante            |           |
| Bolivia                                           | Micaela                             | Destino                |           |
| Panama                                            | Jorge Bordanea                      | Un mañana mejor        |           |
| Honduras                                          | Diana Lara                          | Te entregué mi corazón |           |
| Ecuador                                           | Danilo Fernando                     | Canto por ti, por amor |           |
| Guatemala                                         | Lico Vadelli                        | Luna serena            |           |
| El Salvador                                       | Marinella Arrue                     | Soñador                |           |
| Cile                                              | María Magdalena Mathei              | Tú, naturaleza         |           |
| Paraguay                                          | Lenys                               | Empiezo a vivir        |           |
| Nicaragua                                         | Lya Barrios                         | Libera el corazón      |           |
| Luogo: Centro de Convenciones - Acapulco, Messico |                                     |                        |           |